# NGC 16
NGC 16 je lečasta galaksija v ozvezdju Pegaza. Njen navidezni sij je 16,8m. Od Sonca je oddaljena približno 38,2 milijonov parsekov, oziroma 124,59 milijonov svetlobnih let.
Galaksijo je odkril William Herschel 8. septembra 1784.